# 泉貨紙
泉貨紙(せんかし)とは、楮（こうぞ）を原料として作られる、特殊な和紙である。原料は全て天然素材であることと、二枚の紙を一枚にする製法が特徴であり、至って丈夫な紙ができる。現在日本では、三ヶ所でのみ製造されており、呼び名も同じ「せんかし」でも、用いる漢字が異なる場合があるが、現在のところは野村の本場を指す場合を泉貨紙とされている。
愛媛県西予市、愛媛県北宇和郡広見町、高知県高岡郡四万十町十川で製作されている和紙である。記録作成等の措置を講ずべき無形文化財に選択されている。

## 概要
原楮の木が数多く自生していた西予市野村地区で、約400年前の江戸時代に考案された。その強靭さは京都や江戸の公家、武家らの間で書画や書籍用に重宝がられ、農家の冬の副業として栄えた。現在日本では３か所でのみ製造されており、呼び名も同じ「せんかし」でも用いる漢字が異なる場合があるが、現在のところは「泉貨紙」と書くのが一般的とされている。なお「仙花紙」という表記は、終戦直後に古紙などを漉き直して作った良質ではない（洋紙の）再生紙を指すことが多い。

## 特徴
1. 原料が全て天然素材
2. 二枚の紙を一枚にする製法
3.

## 染料
- ヨモギ：蓬を採取し、煮詰め、その汁を用いる。淡いカーキ色の色合いが出る。
- 赤土：山の赤土を用いる。
- 柿渋：渋柿を青いうちから収穫し、刻んでミキサーにかけ、汁を取ったものを用いる。ヨモギや赤土に比べて深い赤茶色の色合いが出る。防腐・防水効果がある。実際の柿を用いるため独特の匂いがある。